# Callimus
Callimus is een kevergeslacht uit de familie van de boktorren (Cerambycidae). De wetenschappelijke naam van het geslacht werd voor het eerst geldig gepubliceerd in 1846 door Mulsant.

## Soorten
Callimus omvat de volgende soorten:
- Callimus abdominale (Olivier, 1795)
- Callimus akbesianus Pic, 1892
- Callimus angulatus (Schrank, 1789)
- Callimus testaceus Pic, 1922